# IC 4883
IC 4883 ist eine Balken-Spiralgalaxie vom Hubble-Typ SBb im Sternbild Teleskop am Südsternhimmel. Sie ist schätzungsweise 196 Millionen Lichtjahre von der Milchstraße entfernt und hat einen Durchmesser von etwa 80.000 Lj. 

Im selben Himmelsareal befinden sich u. a. die Galaxien NGC 6812, IC 4880, IC 4881, IC 4882.
Das Objekt wurde am 17. September 1901 von DeLisle Stewart entdeckt.